# Albsfelde
Albsfelde è un comune di 58 abitanti dello Schleswig-Holstein, in Germania.
Appartiene al circondario del ducato di Lauenburg ed è parte dell'Amt Lauenburgische Seen.

## Storia
Nel 1937 la cosiddetta "legge sulla Grande Amburgo" decretò la cessione del comune di Albsfelde del Land di Lubecca, contemporaneamente disciolto, alla Prussia.